# Maria Leptin
Maria Leptin, née le 15 septembre 1954 à Hambourg, est une biologiste et immunologue allemande. Elle est directrice de recherches au Laboratoire européen de biologie moléculaire et à l'institut de génétique de l'université de Cologne. En 2010, elle a été nommée directrice de l'Organisation européenne de biologie moléculaire dont elle est membre depuis 1996 et devient la première femme à occuper ce poste,,. Elle est présidente du Conseil européen de la recherche depuis 2021.

## Biographie
Après avoir suivi des cours de mathématiques et de biologie à l'université rhénane Frédéric-Guillaume de Bonn et à l'Université de Heidelberg, Maria Leptin soutient une thèse de doctorat en immunologie en 1983 à l'institut d'immunologie de Bâle sur les lymphocytes B sous la direction de Fritz Melchers (de). 
De 1984 à 1987, elle effectue ses recherches postdoctorales au laboratoire de biologie moléculaire de l'université de Cambridge où elle travaille sur les intégrines impliquées dans le développement embryonnaire des drosophiles. En 1988, elle intègre l'équipe de recherches à temps complet et s'intéresse à la morphogenèse. Elle intègre ensuite l'université de Californie à San Francisco en tant que chercheuse invitée et effectue des recherches sur la gastrulation auprès de Pat O’Farrell. 
Elle retourne ensuite en Allemagne et dirige une équipe de recherche à l'Institut Max-Planck de biologie développementale entre 1989 et 1994.
En 1994, elle entre à l'institut de génétique de l'université de Cologne. 
En 2001, elle est professeure associée à l'École normale supérieure et en 2004, elle est chercheuse invitée au Centre Sanger.
En 2010, elle a été nommée directrice de l'Organisation européenne de biologie moléculaire.
Elle fait partie du comité éditorial de la revue Developmental Cell. 
Elle a été présidente de l'organisation Initiative for Science in Europe.
Elle est nommée présidente du Conseil européen de la recherche le 30 juin 2021 et prend ses fonctions le 1er octobre 2021.

## Distinction et honneurs
Elle est membre de l'EMBO depuis 1996, de l'Academia Europaea depuis 1998 et de l'académie allemande des sciences Leopoldina depuis 2016. Elle est également membre de l'académie des sciences et des arts de Rhénanie-du-Nord-Westphalie depuis 2010